# دليوم (اليونان)
دليوم مدينة في بلاد الإغريق القديمة وميناء في شرق بيوتا سميت على هذا النحو لوجود معبد فيها لأبولون يماثل معبده في ديلوس في الحروب البلوبونيزية انتصر هناك البيونيون على الأثنين (424 ق م) في معركة اشترك فيها سقراط وفي 192ق م انتصر هناك انطيوخوس الثالث على قوة روماني .